# Martin Scorsese Presents the Blues: Jimi Hendrix
Martin Scorsese Presents the Blues: Jimi Hendrix è una raccolta postuma di Jimi Hendrix, pubblicata il 9 settembre 2003 in concomitanza con l'acclamata serie documentaristica Martin Scorsese Presents The Blues andata in onda negli Stati Uniti sul canale PBS.

## Il disco
L'album contiene due esecuzioni precedentemente inedite di brani blues da parte di Hendrix. Georgia Blues (registrata il 9 marzo 1969 ai Record Plant Studios di New York) venne incisa con il sassofonista Lonnie Youngblood, con il quale Jimi aveva già suonato in precedenza nel 1966. Altro inedito è Blue Window, registrato nel marzo 1969 ai Mercury Studios di New York. Questa traccia vede Buddy Miles alla batteria, Duane Hitchings all'organo, Bill Rich al basso, e Tobie Wynn, James Tatum, Bobby Rock, Pete Carter, Tom Hall agli ottoni.

## Tracce
1. Red House – 3:50
2. Voodoo Chile – 15:00
3. Come On (Let the Good Times Roll) – 4:09
4. Georgia Blues – 7:57
5. Country Blues – 8:26
6. Hear My Train A Comin' – 6:57
7. It's Too Bad – 8:52
8. My Friend – 4:36
9. Blue Window – 12:51
10. Midnight Lightning – 3:06

## Formazione
- Jimi Hendrix - chitarra, voce
- Mitch Mitchell, Jimmy Mayes, Buddy Miles - batteria
- Noel Redding, Jack Casady, Hank Anderson, Billy Cox, Bill Rich - basso
- Lonnie Youngblood - voce, sassofono
- Ken Pine - chitarra a 12 corde
- Paul Caruso - armonica a bocca
- Bobby Rock - sax tenore
- Tobie Wynn - sax baritono
- Tom Hall (Khalil Shaheed), Pete Carter - tromba
- Stephen Stills - pianoforte
- Steve Winwood - organo
- Duane Hitchings - organo
- John Winfield - organo